# Никомедийский монетный двор

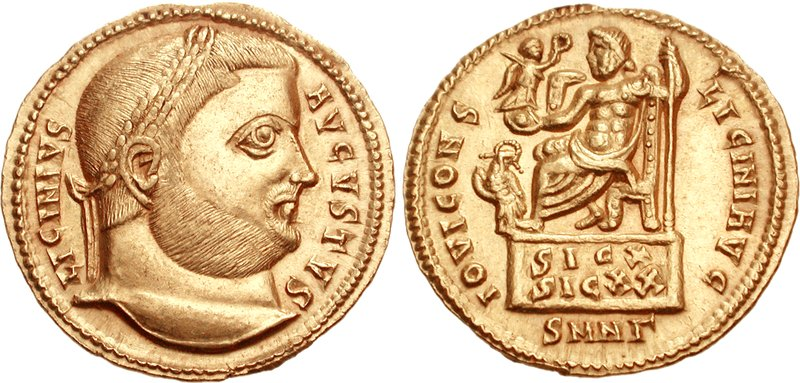
Золотой солид Лициния, отчеканенный в Никомедии

Никомедийский монетный двор — римский монетный двор, располагавшийся в городе Никомедия и активно работавший с конца III века до второй половины V века, а затем с 498 по 629 год. Символы, которыми обозначали отчеканенные там монеты, были разнообразными: NIKOMI, NIKO, NIKM, NIC, NIK, NI, N.
После денежной реформы, проведенной в 498 году византийским императором Анастасием I, монетный двор возобновил ограниченную чеканку (как и Кизикский монетный двор) бронзовых монет, вероятно, предназначенных для поставки в Понтийский диоцез. Вместе с Кизикским монетным двором, монетный двор в Никомедии играл важную роль в денежной реформе 539 года. В VI и VII веках монеты, отчеканенные в мастерских Никомедии, обозначались буквами A и B. Из-за персидской оккупации монетный двор не был активен в 614/615 году и снова заработал в 625/626 году. После непродолжительного открытия Никомедийский монетный двор был навсегда закрыт в результате реорганизации по приказу императора Ираклия в 629 году наряду с Фессалоникийским монетным двором.